# South Marsh Mill

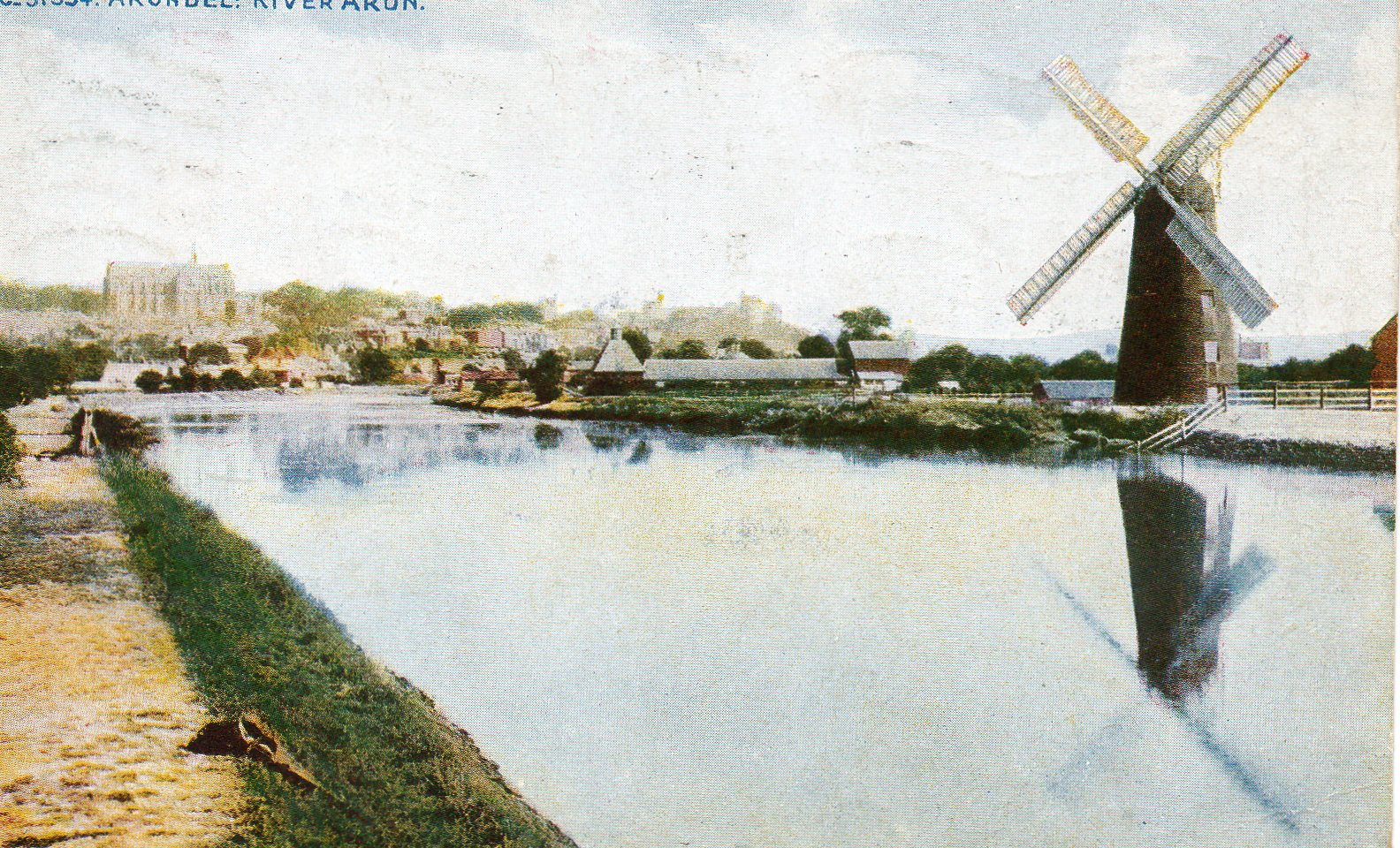
De molen in 1920

South Marsh Mill is een ronde stenen molen in Arundel in het Engelse graafschap West Sussex. De molen ligt op de oostelijke oever van de Arun aan de zuidelijke rand van de plaats Arundel. Hij heeft de een na hoogste monumentale status. Het gebouw heeft tegenwoordig de functie van woonhuis.

## Geschiedenis
De molen werd in 1830 gebouwd. De molen werd tot 1915 door wind aangedreven totdat er in 1922 overgegaan werd op aandrijving door middel van een motor. Rond 1941 werd de mechaniek verwijderd.

## Beschrijving
De South Marsh Mill is een molen van vijf verdiepingen en telde drie koppels molenstenen. De molen had vier wieken die verbonden waren met een ijzeren bovenas. De kap van de molen had voorheen de vorm van een bijenkorf. De molen werd gekruid met een "fantail". Tegenwoordig heeft de kap een achthoekige vorm, ontbreekt de krui-inrichting en zijn er een aantal uitbreidingen aan de toren geweest.

## Molenaars
- Messrs Dendy & Pellet 1830 - 1840
- Hendrik Bartlett 1840 -
- Willem Watkins 1840 -